# Danse expressionniste

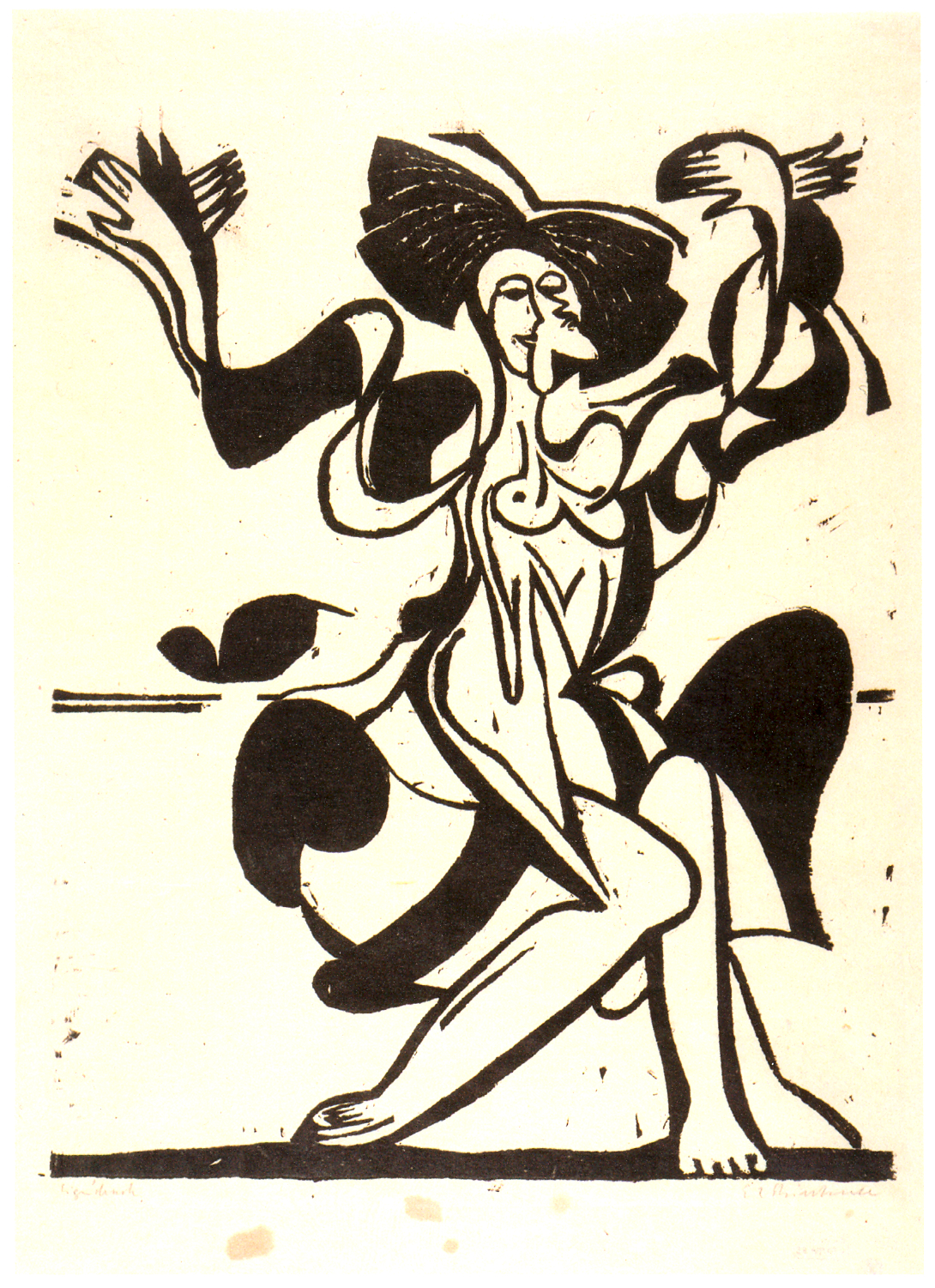
Die Tanzende Mary Wigman, Ernst Ludwig Kirchner, 1933.

La danse expressionniste (en allemand, Ausdruckstanz, parfois traduit par « danse expressive ») est une forme de danse qui s'inscrit dans le mouvement expressionniste allemand.
Bien que la danse expressionniste trouve ses origines dans la danse moderne initiée par Rudolf Laban, c'est plutôt son élève Mary Wigman qui est considérée comme sa vraie fondatrice.
La danse expressionniste allemande est liée à la danse-théâtre. La danse contemporaine, ses formes et la part faite au rythme a été inscrite en 2014 au Patrimoine culturel immatériel (au sens de l'UNESCO) de l'Allemagne.

## Histoire

### Les débuts
Vers la fin du XIXe siècle, les chorégraphes s'efforçaient de s'affranchir des prescriptions figées de leur art pour revenir vers des mouvements du corps plus naturels. Plusieurs de ces tentatives étaient alors désignées collectivement comme ressortissant à la « méthode Delsarte. »
La première représentante illustre de cette tendance fut Isadora Duncan. Elle recherchait dans la danse l'union du corps, de l'âme et de l’esprit et tirait ses figures des indications qu’elle trouvait dans les planches des vases grecs ainsi que de ce qu'elle pouvait lire sur la description des danses antiques et la chorégraphie chez les tragiques et les philosophes grecs. Elle fut d’ailleurs la première danseuse à écrire sur son art et à tenter d'élaborer une théorie de la danse.
La première représentante de la danse moderne en Allemagne fut Clotilde von Derp en 1910 à Munich. Émile Jaques-Dalcroze ouvrait alors son école de rythmique d'Hellerau à Dresde et dans la lancée de la gymnastique suédoise, beaucoup d'autres écoles privées d'exercice gymnique voyaient déjà le jour.
L'épicentre de ce mouvement du « retour à la nature » fut l’École de Monte Verità à Ascona en Suisse. Rudolf von Laban y enseignait : il tentait d'asseoir l'enseignement de la danse sur des bases théoriques et tentait pour cela de développer une notation des mouvements. Comme par la suite il s'établit en Angleterre, c'est là-bas que son influence sur la creative dance est restée la plus forte, surtout dans le domaine pédagogique.

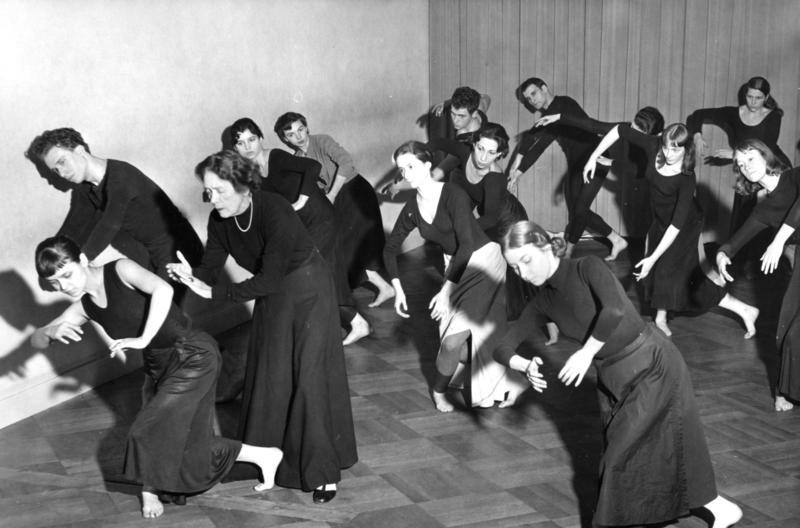
Mary Wigman (3e en partant de la gauche) dans son studio (1959).

Avec les bouleversements sociaux qui suivirent la Première Guerre mondiale, il y eut dans tous les arts une rupture avec des principes désuets qui n'étaient plus en harmonie avec les formes de vie modernes. Ce fut l'essor de toutes les formes d'expression de l'expérience personnelle, en exploitant toute l'intensité dramatique des couleurs, des sons, des mots et mouvements, qui mena vers l'expressionnisme. Il exploitait toute sorte de contrastes avec le quotidien : mouvements étranges, contorsions, rupture avec les formes classiques et jusqu'à l'utilisation de masques. Pour ce qui est de la musique d’accompagnement, cela allait des pièces classiques aux rythmes de tambours, cadences au sistre ou au xylophone et toutes sortes d'instrument de percussion ; certaines danses se passaient même de musique. 
L'expression individuelle, l'improvisation et le personnage primaient alors. Aussi n'est-il pas étonnant que la danse d'expression se soit diffusée au travers des succès de quelques artistes ; ceux dont l'influence s'avéra la plus durable, furent Mary Wigman, ses disciples Harald Kreutzberg et Gret Palucca ainsi que Dore Hoyer.

### Sous la République de Weimar
Dresde s'imposa comme le centre de ce nouveau courant au cours des années 1920 et 1930. Mary Wigman y ouvrit sa propre école de danse dès 1920, et Gret Palucca en 1924. Les danseurs du monde entier s'y pressaient pour apprendre. Le Japonais Ōno Kazuo vit danser Wigman, Kreutzberg et Hoyer et en tira (entre autres) son inspiration pour le développement du Butoh. L'assistante de Wigman, Hanya Holm, partit en 1931 pour l'Amérique, où elle donnait des spectacles en solo chaque soir et où elle ouvrit une école de danse Wigman. L’Américaine Martha Graham, étoile montante de la danse moderne, professeur et chorégraphe, fit connaître la danse moderne aux États-Unis : elle créa même une école de Modern dance pour lequel elle élabora un lexique aussi riche que celui du ballet classique. Martha Graham se produisit en 1957 en Allemagne et parut à l'Académie des Beaux-Arts de Berlin-ouest dans le cadre du festival de Berlin (il existe une photo montrant côte à côte Mary Wigman, Dore Hoyer et Martha Graham entrant en scène, et intitulée Les trois stars de la danse moderne).

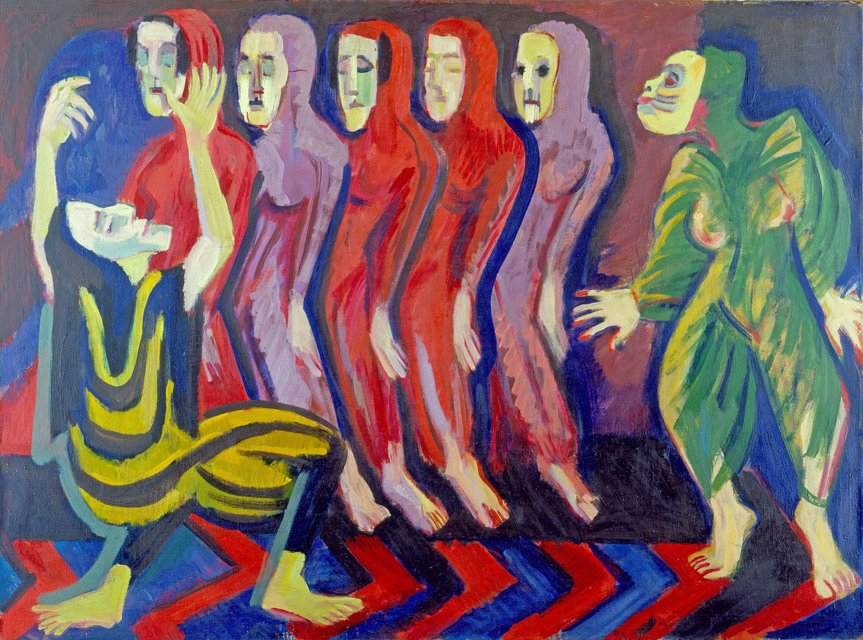
Totentanz der Mary Wigman, Ernst Ludwig Kirchner, 1926.

Parmi les autres pionniers de la danse expressionniste de Hambourg, on comptait Gertrud et Ursula Falke, le « danseur ouvrier » Jean Weidt, ou les danseurs au masque Lavinia Schulz et Walter Holdt. En Suède, c'était  Birgit Cullberg, mondialement connue en tant que fondatrice du Ballettensemble, et Birgit Åkesson.
Kurt Jooss, qui tentait une fusion de l’expressionnisme et du ballet classique, chorégraphia avec Mary Wigman pour la danse-théâtre, par ex. Jooss en 1932 avec Der grüne Tisch, une sorte de danse macabre; et Wigman en 1930 avec son tableau pacifiste Totenmal.
Les sœurs Falke travaillaient même avec des troupes ; leurs chorégraphies pour les chœurs de Laban sont particulièrement évocatrices. Leur disciple Lola Rogge prolongea leur œuvre, prenant en 1934 la direction de l’école Laban à Hambourg, qui porte aujourd'hui son nom.

### Sous le nazisme
L'ère du nazisme marqua, comme pour la plupart des arts, la fin du dynamisme artistique de l'Entre-deux-guerres en Allemagne. Plusieurs artistes renoncèrent à la danse, se suicidèrent ou quittèrent l'Allemagne ; d'autres, au contraire, cherchaient des arrangements avec le nouveau régime. Presque partout, la danse érotique et les danseurs nus étaient proscrits en tant que striptease (Schönheitstanz). Mary Wigman reçut pourtant l'autorisation de poursuivre son enseignement et participa d'ailleurs à la cérémonie d’inauguration des Jeux olympiques de Berlin en 1936.

### L'Après-guerre
Après la capitulation de 1945, le temps de l’expressionnisme était révolu, d'autant qu'il avait été réprimé sous le nazisme. L'école Wigman, il est vrai, subsistait ; mais elle-même ne dansait plus. Elle chorégraphia pourtant encore en 1957 Le sacre du printemps de Stravinsky. Dore Hoyer poursuivit ses spectacles solo jusqu'à sa mort en 1967. Manja Chmièl, qui fut la disciple et assistante de Mary Wigman à Berlin, suivit dans la voie tracée par Dore Hoyer, et devint célèbre par ses chorégraphies abstraites. Jean Weidt revint de son exil en France et fit connaître dans la jeune RDA une nouvelle forme de danse expressionniste laquelle, trop compromise avec le pouvoir en place, ne trouva que peu de reconnaissance. Jean Weidt fut choisi par Walter Felsenstein comme directeur artistique de l'Opéra-Comique de Berlin : à partir de 1966, il mit sur pied avec l'aide de Tom Schilling la scène de théâtre-danse la plus moderne et la plus réputée d'Europe.
L’influence de la danse moderne restait si grande, que plusieurs chorégraphes mêlaient de plus en plus les ballets d'éléments expressionnistes pour donner naissance au drame dansé (Tanzdrama). Mais c'est la première d’Épisodes aux États-Unis, chorégraphie de Balanchine et Martha Graham (1959), qui sonne véritablement le glas de l'opposition entre ballet classique et danse moderne. Des ex-disciples de Graham, notamment Merce Cunningham, ont ainsi pu donner un nouvel élan au ballet classique. Ils ont développer l’expérimentation du style, pour exprimer les expériences de la dernière guerre et les préoccupations environnementales de la fin du XXe siècle.

### La danse expressionniste aujourd'hui

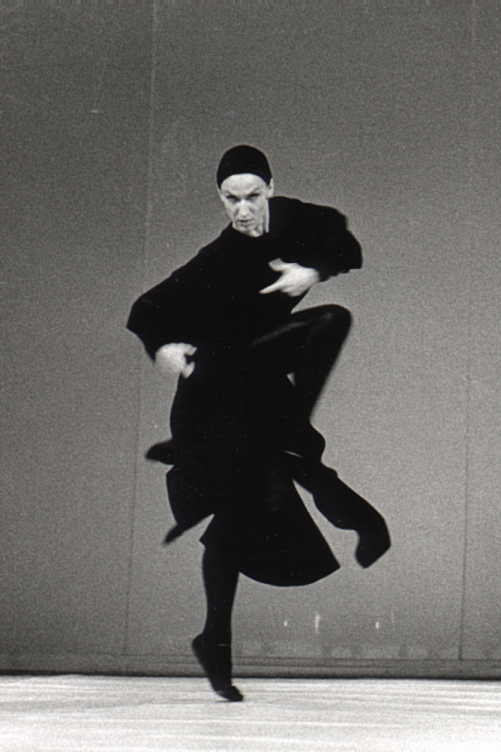
Arila Siegert dans „Afectos humanos“ de Dore Hoyer.

De jeunes danseuses s'intéressent de nouveau à la danse solo : elles reprennent à leur compte les danses de Dore Hoyer sur les passions humaines (Afectos humanos). Plusieurs d'entre elles sont aussi chorégraphes (telles Susanne Linke, Reinhild Hoffmann, Ismael Ivo et Arila Siegert). Parmi les chorégraphes travaillant en Allemagne, on compte William Forsythe, Sergeï Gleithmann, Daniela Kurz, Raimund Hoghe, Constanza Macras, Felix Ruckert, Arila Siegert et Sasha Waltz.

### Histoire
- Claudia Fleischle-Braun, Der moderne Tanz. Geschichte und Vermittlungskonzepte. Afra, Butzbach-Griedel 2000, 2001.  (ISBN 3-932079-31-0).
- Nils Jockel, Patricia Stöckemann, „Flugkraft in goldene Ferne…“, Bühnentanz in Hamburg seit 1900 (1989). Museum für Kunst und Gewerbe, Hambourg.
- Rudolf Maack, Tanz in Hamburg. Von Mary Wigman bis John Neumeier. Christians, Hambourg 1975.  (ISBN 3-7672-0356-1).
- Walter Sorell, Knaurs Buch vom Tanz. Der Tanz durch die Jahrhunderte. Droemer Knaur, Zürich 1969.
- Hermann und Marianne Aubel, Der Künstlerische Tanz unserer Zeit. Die Blauen Bücher. K. R. Langewiesche, Leipzig 1928, 1935; Neudruck der Erstausgabe nebst Materialien zur Editionsgeschichte. Einführender Essay von Frank-Manuel Peter. Édité par l'Albertina de Vienne. Langewiesche, Königstein im Taunus (2002).  (ISBN 3-7845-3450-3).
- Amelie Soyka (éd.), Tanzen und tanzen und nichts als tanzen. Tänzerinnen der Moderne von Josephine Baker bis Mary Wigman. Aviva, Berlin 2004.  (ISBN 3-932338-22-7).
- Rosita Boisseau, Panorama de la Danse Contemporaine. 90 Chorégraphes. (2006) Les Éditions Textuel, Paris,  (ISBN 2-84597-188-5).
- Alexandra Kolb, Performing Femininity. Dance and Literature in German Modernism. (2009) Oxford, éd. Peter Lang.  (ISBN 978-3-03911-351-4).
- Simon Baur, Ausdruckstanz in der Schweiz. Noetzel, Wilhelmshaven 2010.  (ISBN 3-7959-0922-8).
- Gunhild Oberzaucher-Schüller, Alfred Oberzaucher, Thomas Steiert: Ausdruckstanz: eine mitteleuropäische Bewegung der ersten Hälfte des 20. Jahrhunderts. (1992) Wilhelmshaven Florian Noetzel.

### Interprètes
- Clotilde von Derp (1892–1974), précurseur de la danse moderne
- Ernst Probst, Königinnen des Tanzes. Lebensdaten berühmter Tänzerinnen. Ernst Probst, Mayence 2002.  (ISBN 3-935718-99-3).
- Evelyn Dörr, Rudolf Laban. Die Schrift des Tänzers. Ein Portrait. Norderstedt b. Hamburg 2005.  (ISBN 3-8334-2560-1).
- Evelyn Dörr, Rudolf Laban. Das choreographische Theater. Norderstedt b. Hamburg 2004.  (ISBN 3-8334-1606-8).
- Silke Garms, TanzBalance. Ausdruckstanz für Frauen. Rosenholz, Kiel/Berlin 1999.  (ISBN 978-3-931665-01-2).
- Silke Garms, Tanzfrauen in der Avantgarde. Lebenspolitik und choreographische Entwicklung in acht Porträts. Rosenholz, Kiel/Berlin 1998.  (ISBN 3-931665-11-9 et 978-3-931665-11-1).
- Hedwig Müller, Die Begründung des Ausdruckstanzes durch Mary Wigman. Cologne, thèse de doctorat (1986).
- Hedwig Müller, Mary Wigman. Leben und Werk der großen Tänzerin. éd. par l'Akademie der Künste Berlin. Beltz/Quadriga, Weinheim/Berlin 1992.  (ISBN 3-88679-148-3).
- Hedwig Müller, Frank-Manuel Peter, Garnet Schuldt: Dore Hoyer. Tänzerin. Hentrich, Berlin 1992.  (ISBN 3-89468-012-1).
- Frank-Manuel Peter, Birgit Åkesson – Postmoderner Tanz aus Schweden. Wienand, Cologne 1998.  (ISBN 3-87909-627-9).
- Norbert Servos, Pina Bausch. Tanztheater. Kieser, Munich (2003).  (ISBN 3-935456-05-0).

## Films
Dans son film documentaire Tanz mit der Zeit (2007), Trevor Peters montre comment la chorégraphe Heike Hennig retrace l'histoire de la danse expressionniste dans ses productions pour l'opéra de Leipzig : Zeit – tanzen seit 1927 et Zeitsprünge, d'Ursula Cain (élève de Wigman et membre de la troupe de Dore Hoyer) à Siegfried Prölß, élève de Palucca.
Pour les béotiens, Karoline Herfurth fournit un bel aperçu de la danse moderne dans la scène finale de son film Un an en hiver (2008).
D'autres danseurs et chorégraphes sont associés à la danse expressionniste : 
- Pina Bausch
- Gertrud Bodenwieser
- Hertha Feist
- Hilde Holger
- Jo Mihaly
- Alwin Nikolais
- Staluse Pera
- Jarmila Kröschlová (1893-1983)

## Source de la traduction
- (de) Cet article est partiellement ou en totalité issu de l’article de Wikipédia en allemand intitulé « Ausdruckstanz » (voir la liste des auteurs).